# يوم الأشقاء
يوم الأشقاء هي مناسبة للاحتفاء بالأشقاء وتكريم وجودهم ضمن العائلة الواحدة؛ في يوم 10 أبريل / نيسان من كل عام.

## معلومات أساسية
اِقتِراحت كلُوديا إيفارت وهِي مِن موالِيد مدِينة نيُويُورك؛ تأسيس يوم دولي للأشقاء؛ تكريما لأخيها وأختها اللذين رحلا باكرا. واقترح أن يكون يوم الأشقاء في يوم 10 إبريل تزامنا مع ذكرى ميلاد أختها. تأسست مؤسسة يوم الأشقاء فِي عامّ 1997م لِدعمَ فِكرة يوم الأشقاء؛ وتسعى المؤسسة اليوم إلى موافقة من الولايات الأمريكية الخمسين ليكون مناسبة رسمية، وإلى إضافته ضمن قائمة مناسبات الأمم المتحدة كيوم دولي.

## وصلات خارجية
- الصّفحة الرّسميّة لِيوم الأشقاء (باللغة الإنجليزية).